# Annandaleum imperfectum
Annandaleum imperfectum är en kräftdjursart som först beskrevs av Henry Augustus Pilsbry 1907.  Annandaleum imperfectum ingår i släktet Annandaleum och familjen Scalpellidae. Inga underarter finns listade i Catalogue of Life.